# Hubert Piozzi
Hubert Armando Piozzi (Córdoba, Argentina, 22 de abril de 1960) es un exfutbolista y actual entrenador argentino. Actualmente dirige a Central Norte del Argentino A.

## Carrera

### Como jugador
En 1983 jugó para Belgrano de Córdoba.
En 1984 seguía formando parte del plantel de Belgrano de Córdoba.